# Higos en Estados Unidos

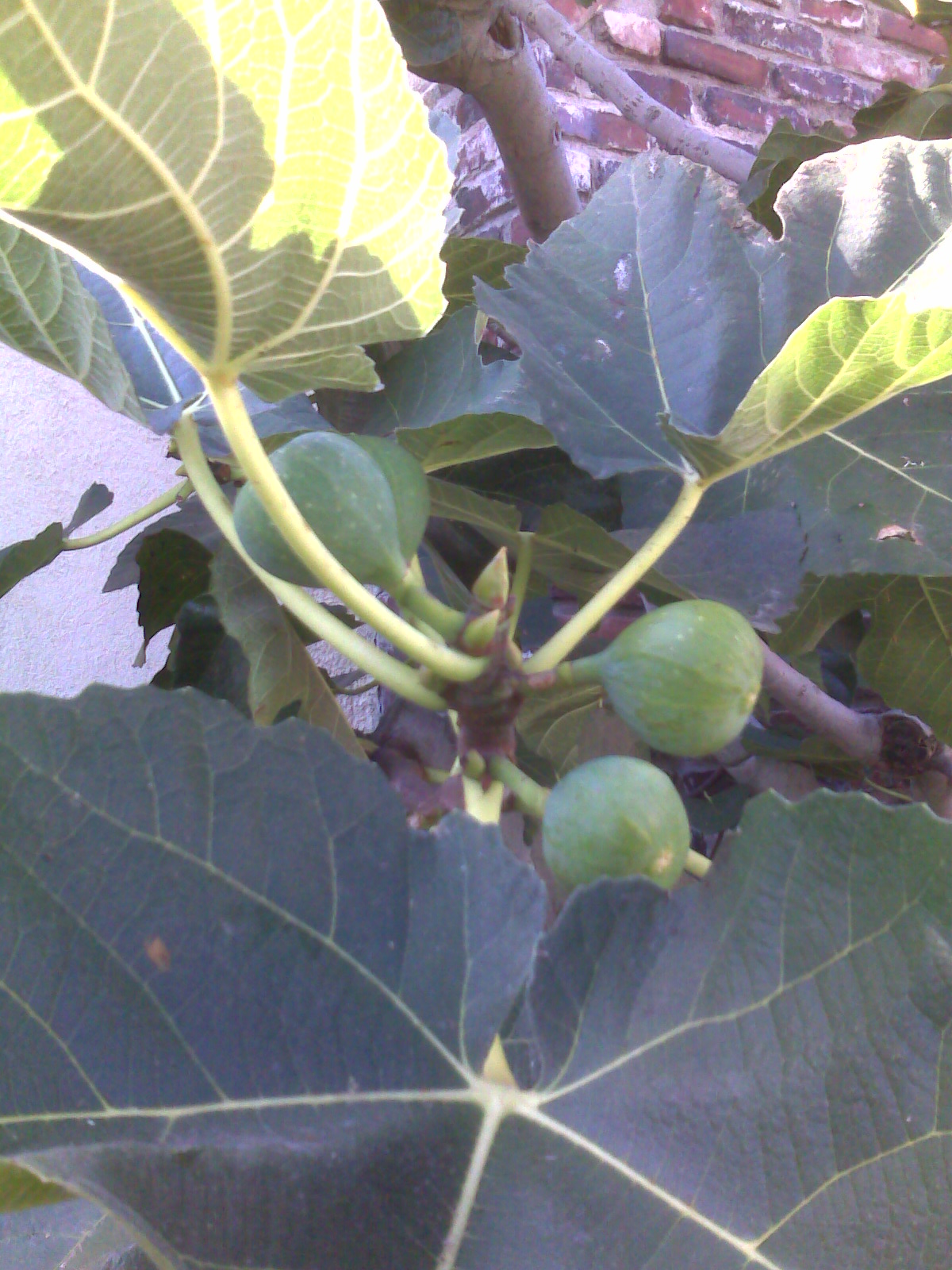
Higos verdes en una higuera de Los Ángeles, California.

Los higos en Estados Unidos se cosechan de cultivares de higueras de tipo Smyrna (Calimyrna), San Pedro y de tipo higo común de la especie Ficus carica bífera y unífera; cultivados desde épocas recientes en todo el territorio de clima semiárido, desértico, subtropical, cálido húmedo, e incluso en jardines privados de zonas de clima relativamente frío. Se cultivan principalmente para la producción del higo seco paso y otras aplicaciones (dulces, pasteles, mermeladas, siropes..), también se cosechan higos frescos para el consumo interno del país.

## Ubicación
El suelo y el clima de la zona central de California al pie de Sierra Nevada, es el ideal para el cultivo de unos de los mejores higos del mundo entre ellos la variedad 'Calimyrna', que está considerado como uno de los higos de mayor tamaño del mundo.
La mayor parte de la actividad en los huertos de higos comienza en mayo ya que la fruta aparece en el árbol y culmina en octubre cuando comenzó la primera recolección de higos secos.
En general, estas áreas tienen un clima seco donde la precipitación promedio es de unos 354 mm anuales, con un mínimo y máximo de 92 y 739 mm respectivamente.

## Historia
La higuera es un árbol con cierto peso en las historias folclóricas. Romulo y Remo, los fundadores de Roma, fueron amamantados por una loba debajo de una higuera, que más tarde, en la época de Plinio, fue venerada como un árbol sagrado. Mientras estaba sentado bajo una higuera, Siddhartha Gautama tuvo la revelación que formó los cimientos del budismo.
Si bien es probable que el hogar de la higuera comestible sea la antigua Arabia, el origen de la industria del higo cultivado es sin duda alguna en otros lugares. Casi todos los cultivos subtropicales actualmente cultivados, por ejemplo, cítricos, almendras, pistachos, nueces, duraznos, aceitunas, dátiles y ciruelas, se cultivaron inicialmente en lugares desconocidos en Asia occidental o Asia Menor.
La única civilización conocida de suficiente edad y sofisticación capaz de estos logros es la de los mesopotámicos, que vivieron en los valles de los ríos Tigris y Éufrates hace más de 10.000 años y se les acredita como los cultivadores originales de muchos cultivos hortícolas y agronómicos importantes modernos.
Los higos se introdujeron por primera vez en el Nuevo Mundo por misioneros españoles y portugueses. El historiador español Puente y Olea (1900) localizó registros de envíos de higos europeos de Sevilla, España a las Indias Occidentales en 1520. Oviedo y Validez (1526) habla de las higueras que crecen en la isla de La Española (ahora Cuba).
Entonces, como ahora, existía protección del mercado. Mientras que la isla era una colonia española, a las familias se les permitía solamente una higuera para evitar la competencia con la madre patria (Canova 1910. Simultáneamente, los españoles también introdujeron los higos en Perú en 1528 (Acosta 1590; Tamaro 1920).
De las Indias Occidentales los higos se extendieron a ambas costas de los Estados Unidos (Unger 1859, 1860). Inicialmente, fueron adoptados rápidamente por las poblaciones locales. Sin embargo, en el siglo XX se habían convertido en una próspera industria en el sudoeste y en un árbol de madera en el sureste de los Estados Unidos.

### En el este de Estados Unidos
Desde Cuba, los higos se introdujeron a Santa Elena (Parris Island, Carolina del Sur) en la costa sureste de los Estados Unidos en 1575 y se extendieron rápidamente por toda la región (Menéndez 1500; Martínez 1577. Independientemente, fueron introducidos a Virginia desde las Bermudas en 1621 (Brown 1898). Una ciudad de Florida, establecida en 1763 por un tal Dr. Turnbull que patrocinó la inmigración de 1.500 griegos y menorquines, fue nombrada 'New Smyrna', gracias al popular cultivar de higuera producido allí (Forbes 1821).
En 1720, los higos de Francia fueron introducidos por los misioneros franceses a su colonia, el Territorio de Luisiana (Hamilton 1910). Los higos prosperaron en toda la región y los informes sobre ellos en el sudeste de los Estados Unidos fueron numerosos después de este tiempo (Brickell 1737; Berquin-Duvallon 1806; Nuttall 1821; Ash 1836; Starnes 1903; Evans 1904; Hall 1910; Hamilton 1910; Smith 1910; Sandford 1911, Gould 1919, Gray 1933, Snydor 1938, Bartram 1940).

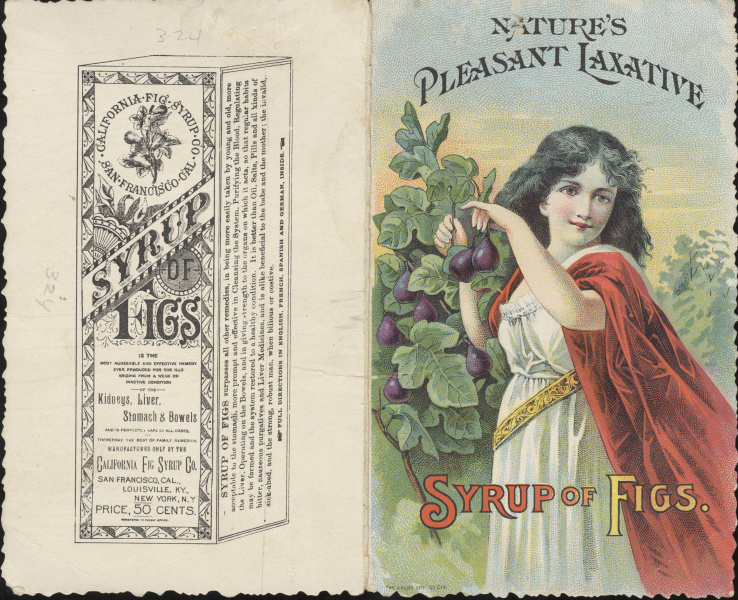
Afiche publicitario de jarabe de higos preparado como laxante de la California Fig Syrup Co.

Sin embargo, mientras las higueras mismas se extendieron rápidamente, predominantemente al norte y al oeste, el desarrollo de una industria no siguió en todo el sureste de los Estados Unidos. El naturalista Bartram (1942) se sorprendió de que los higos no fueran más frecuentes en Florida. Otros historiadores comentaron sobre el tamaño pequeño y la falta de desarrollo de una industria potencialmente lucrativa (Bruce 1935, Beverly 1947).
Walker (1919) afirmó que la higuera "... crece fácil y exhuberantemente, pero no se registra ningún esfuerzo por secar sus higos en cantidades comercializables, y nunca se ha convertido en lo que podría ser, un cultivo básico". Esta falla no se debió a la falta de interés por parte de horticultores o viveristas influyentes.
Tanto Thomas Jefferson como el horticultor Thomas Affleck importaron y distribuyeron activamente nuevos cultivares, principalmente de Francia (Affleck 1842, 1844, Edwards 1943, Betts 1944, Hedrick 1950). Otros entusiastas horticultores de Ohio, Illinois y Washington D. C. intentaron desarrollar una industria de la misma manera, ofreciendo nuevos cultivares y circulares de publicaciones que detallaban el cultivo de la higuera (Worthington 1869, Needham 1879, Benson 1886). Uno de ellos, G. F. Needham, de Washington D. C., escribió: "... no se puede cultivar ningún otro cultivo que dé un rendimiento tan grande y tan certero en nuestros Estados del Medio y Norte como esa deliciosa fruta, la higuera". Una conversación escuchada por Margaret Smith (1906), en un restaurante de Washington D. C. en 1835, subraya su popularidad: "¿No hay nueces, pasas, higos, etc.?" "Oh, no, no, señora, son bastante vulgares".
Russell of Olustee, en Florida, destruyó su huerto debido a los altos costos laborales y la competencia extranjera (Reasoner 1891). Esto es interesante a la luz del hecho de que la competencia de los países del Viejo Mundo sigue siendo uno de los problemas más apremiantes que enfrenta la industria de California en la actualidad. Otras plantaciones de Florida se abandonaron como "infructuosas" (Reasoner 1891) o se congelaron (Swingle 1893).
Algunos registros exitosos existen; en 1910, F. C. Reimer (1910) reportó de un huerto de higos en Raleigh, Carolina del Norte, que "durante los últimos cinco años le otorgó al dueño mayores rendimientos que cualquier acre en otras frutas en la mitad este del estado". Sin embargo, estas historias de éxito individuales son raras. HP Gould informó en 1919 que las higueras son comunes solo como árboles de jardín o de jardín en el cinturón de higos al este del Misisipi, donde se encontraron como grandes y hermosas adiciones a ciudades históricas y fincas (Irving, 1860; Orr, 1871; Hoppin, 1926; Sale, 1930).

### En el oeste de los Estados Unidos
Una historia completa de la higuera en California ha sido documentada en detalle por Wickson (1888), Eisen (1901), Roeding (1903), Swingle (1908), Rixford (1918), Butterfield (1938) y Condit (1933).
A pesar del hecho de que los higos estaban bien distribuidos en todo el sureste de los Estados Unidos, no se extendieron inicialmente desde allí al oeste de los Estados Unidos. Por el contrario, fueron importados de las Antillas a misiones españolas en México. En general, se acepta que posteriormente se extendieron de México a California con los misioneros franciscanos.
Los primeros higos de California se plantaron en 1769 en los jardines de la misión de San Diego. Estos mismos higos se plantaron en la serie de misiones que se extiende hacia el norte a Sonoma, y de acuerdo con los registros de la Misión, que existían en Santa Clara en 1792 y en Ventura en 1793 (Vancouver 1798). Por lo tanto, los primeros higos en California fueron 'Mission' o 'Higos franciscanos'.
Los higos de la "Mission" siguieron siendo los únicos higos en California hasta la llegada de colonos americanos del este en 1850, que luego importaron una gran variedad de higos del este de los Estados Unidos y Europa.
Estas importaciones llevaron al establecimiento de los primeros huertos de higos comerciales en California. En 1867 había más de 1000 acres (400 hectáreas) en el valle de Sacramento y 35 acres (15 hectáreas) en el valle de San Joaquín. 'White Adriatic' fue el cultivar más ampliamente plantado. Un huerto de 27 acres (11 ha) de higos 'White Adriatic' plantados en Fresno en 1885 produjo el primer cargamento de higos secos enviados al este en 1889.
El higo 'White Adriatic' se mantuvo como el higo más popular de California hasta el siglo XX. W. A. Taylor (1898) escribió sobre el 'White Adriatic': tiene muchos puntos meritorios. . . pero el hecho de que su calidad cuando se seca es inferior a la de la fruta seca importada de Esmirna ha dado lugar a varios esfuerzos para introducir y hacer crecer la especie de higo de Smyrna. "La primera presentación de California de su sucesor, la verdadera Esmirna ('Lob Injir'), fue hecha en 1880 por P, C. Rixford, gerente del San Francisco Evening Bulletin. Dentro de diez años, más cultivares Smyrna fueron introducidos por un vivero de Fresno, el Consejo Estatal de Horticultura de California y el USDA. se sembraron esquejes y árboles en varios lugares del Valle de San Joaquín y Sacramento, incluido el rancho Vina del gobernador Leland Stanford.
Todas estas importaciones crecieron vigorosamente, pero mostraron un problema común. Aunque produjeron siconos profusamente y fructificaron, la fruta no persistió más allá del tamaño de la nuez; uniformemente todas las frutas cayeron antes del verano. La noción generalizada de que se habían distribuido los esquejes de Esmirna sin valor, se sofocó cuando los higos de Esmirna propagados a partir de semillas produjeron el mismo resultado.
Este problema renovó el interés en el largo debate a fuego lento sobre la polinización de los higos de tipo Smyrna. Eisen había informado previamente en detalle sobre la necesidad de polinizar o caprificar higos tipo Esmirna (Condit 1947). No fue sino hasta 1890 cuando C. Roeding de Fresno demostró que la caprificación era necesaria para el cuajado de la fruta si la industria de California intentaba obtener la avispa de higo (Blastophaga psenes) y su vehículo, la higuera 'Cabrahigo' monoica no comestible. Los primeros cabrahigos llegaron a California en 1890 con importaciones de higos por separado de Asia Menor (Swingle 1908). Smyrna y México.
Las repetidas fallas para lograr con éxito la polinización en este punto llevaron a la conclusión de que cada cultivar Smyrna requería un blastophaga específico. Por lo tanto, el explorador agrícola de USDA W. T. Swingle continuó recolectando cabrahigos de Grecia y Argelia durante el siglo XIX. Finalmente, los higos de tipo Smyrna que llegaron a Fresno, California, en abril de 1899, emitieron avispas con éxito el 23 de junio de 1899. Esta fecha es el "verdadero comienzo de la industria del higo comercial de California".
La historia de la presentación de blastophaga en California tiene una subtrama interesante. Ya en 1868 un señor Gates de Modesto, California, afirmó tener un árbol cabrahigo con una cosecha "mamas" (siconos) que albergaba la avispa de higo (Swingle y Rixford 1911). Roeding (1910), el introductor del registro, disputó el reclamo con Gates en columnas paralelas del Cultivador de California del 29 de diciembre de 1910. Roeding concluyó su argumento con: "¿Es posible que como pobre gusano, hormiga y mosca despreciables haya residido en el condado de Stanislaus durante tantos años? ¡Oh! Que yo podría creerlo".

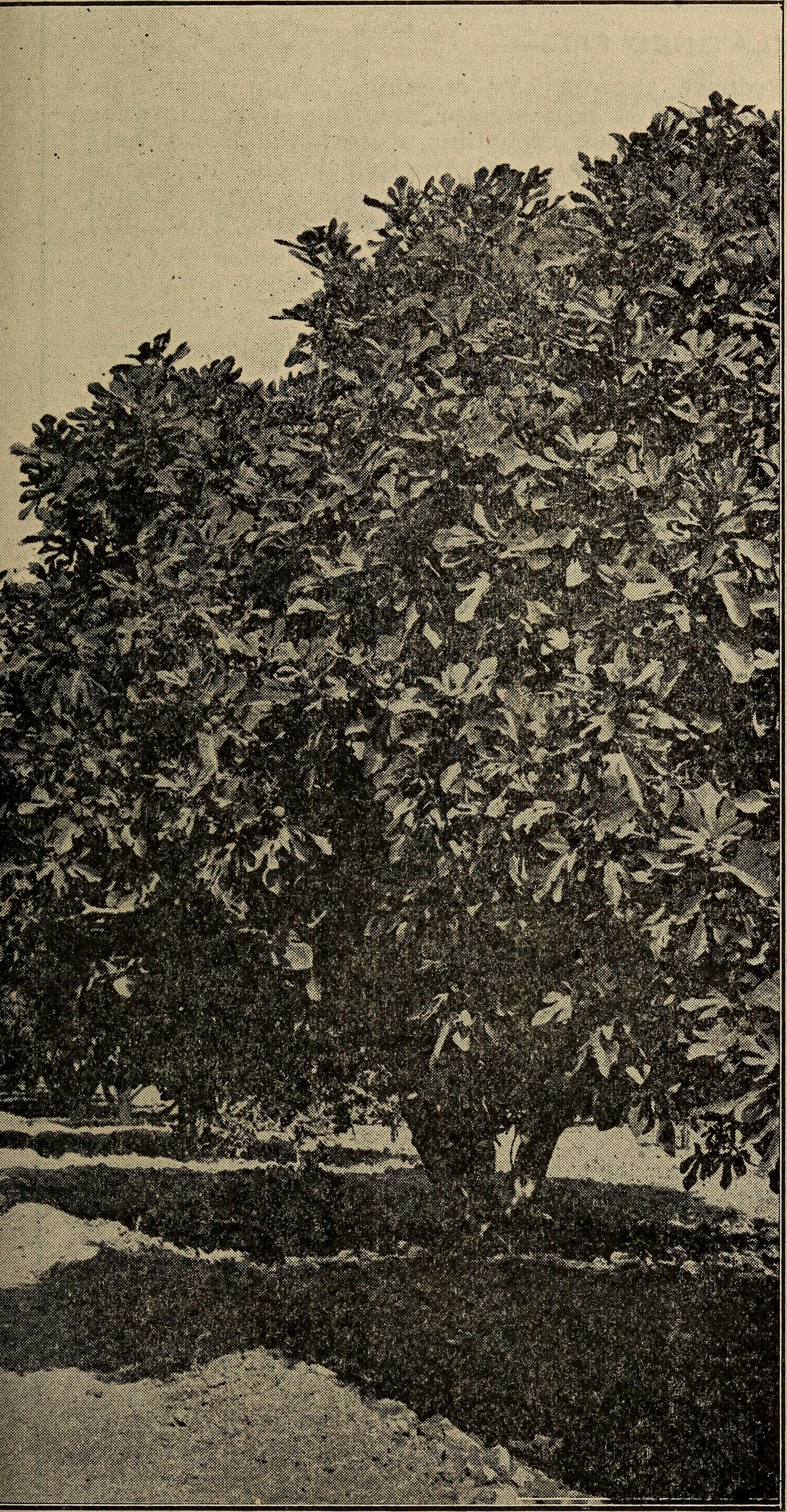
"The J.C. Forkner fig-gardens" de Fresno en 1919.

Con la producción de higos Smyrna, ahora se asegura que la incipiente industria comenzó a desarrollarse. "Ningún evento hortícola desde el descubrimiento y la propagación del cultivo de la naranja puede compararse en importancia comercial al establecimiento reciente del cultivo de la higuera de Smyrna en California. Su introducción exitosa en el estado marca una nueva época en los intereses de los cultivos frutales y aquellos que participan en ella primero obtendrá grandes ganancias ". Así se estableció una circular promocional de "Ceres Fig Lands Company". Al igual que con muchas empresas comerciales, esta evaluación inicial fue cierta durante un tiempo, y el higo de Esmirna, pronto conocido como el "California Esmirna" o "Calimyrna", se convirtió en su principal cultivar.

### SigloXX
El comienzo del siglo XX hasta 1943 fue el apogeo de la industria higuera de California. Para 1943, California tenía 34,499 acres (14,000 ha) de higos, el 96% de los cuales y prácticamente todo en el Valle central de San Joaquín. El área de cultivo de cultivares consistió en un 40% de "Calimyrna", un 26% de "White Adriatic", un 18% de "Black Mission" y un 15% de "Kadota". La cosecha del año 1943, fue la más grande registrada, fue de 29.400 t comercial y de 6.700 t de calidad inferior. Desde este momento, la industria entró en un declive que persistió hasta 1972.
En su nadir, el área de higueras de California cayó a 16,628 acres (6,753 ha) con un 93% de su capacidad, y consiste en 54% 'Calimyrnas', 26% 'White Adriatic', 11% 'Kadota' y 10% 'Black Mission' figs. La razón principal del declive fue el problema perenne de la competencia extranjera con su mano de obra de costo relativamente bajo. Esto, junto con los crecientes costos de mano de obra nacional, la invasión del desarrollo residencial e industrial en las áreas de producción primaria y una estructura tributaria desfavorable que gravaba las tierras agrícolas en propiedades adyacentes en lugar del uso real, hizo que la industria del higo de California declinara.
El conflicto árabe-israelí de 1967, que cerró el canal de Suez y por lo tanto los canales de navegación del Mediterráneo desde el este, creó una demanda de higos de California. La disponibilidad de tierra abundante, barata e irrigada en el lado oeste del Valle de San Joaquín como resultado de la finalización del Acueducto de California, y la necesidad de plantar un cultivo temprano para sufragar los impuestos y los cargos de agua de reserva, facilitó nuevas plantaciones de higos.
El resultado neto fue un resurgimiento en la industria que comenzó con un aumento de las plantaciones en 1968. Desde 1973 hasta 1967, el área de la industria ha fluctuado entre un mínimo de 15,910 acres (6,439 ha) en 1978 a un máximo de 1981 de 21,520 acres (8,709 ha). El porcentaje de cultivar actual se ha desplazado hacia 'Calimyrnas' (59%) y 'Black Missions' (16%), y lejos de 'White Adriatics' (19%) y 'Kadotas' (7%) (California Fig Advisory Board 1988).

## Cultivo de las higueras
El árbol de higos no tiene flores en sus ramas, las flores están dentro de la fruta.
Estas muchas flores pequeñas producen las pequeñas semillas crujientes, que dan a los higos su textura única como frutos secos.
La polinización de la fruta es por un pequeño aguijón de la avispa Blastophaga psenes, que al salir de los higos machos y entrar por el "ojo" (ostiolo) en el fondo de los higos hembra, inconscientemente los poliniza cepillando polen sobre las flores femeninas para que la fruta madure. Luego sale de los higos para polinizar otras frutas.

## Los higos en Estados Unidos
Dentro del ranking mundial de producción de higos, la producción de Estados Unidos ocupa el séptimo puesto. Según las producciones del año 2016, entre los diez países mayores productores mundiales se encuentran Turquía como el mayor productor de higos del mundo con 305,450 toneladas, Egipto es el segundo con 167,622 tn., Argelia con 131.798 tn., Irán 70.178 tn., Marruecos 59881 tn., Siria 43098 tn., Estados Unidos 31600 tn., Brasil 26910 tn., España 25224 tn., y Túnez el décimo con 22500 tn.,,,.
Hasta hace poco, no siempre era fácil conseguir un higo fresco en los EE. UU. A menos que vivieras en los alrededores de las regiones de cultivo de higueras de la costa oeste o tuvieras una higuera. El 98 por ciento de los higos cultivados comercialmente en los EE. UU. son de California, sobre todo en el área justo al oeste de las montañas de Sierra Nevada, con una menor concentración en la árida esquina sureste del estado. Dado que los higos maduros son frágiles y tienden a disminuir rápidamente después de la cosecha, el transporte a través de las distancias ha sido a menudo un desafío. Sin embargo, las mejoras en el transporte y el empaquetado han facilitado su transporte por todo el país, incluso en lugares donde antes los higos eran sinónimos de frutos secos.
A pesar de su aspecto exótico y su sabor tropical, los higos se pueden cultivar y crecen bien en el largo pasillo que ocupa el oeste de Oregón, donde el clima ofrece inviernos no muy fríos y veranos lo suficientemente calurosos, aunque no todas las variedades de higos prosperan. Las más cultivadas ‘White Kadota’, ‘Desert King‘ y ‘Lattarula‘, recomendadas para fresco. Todas tienen la piel de color verde amarillento y pulpa de color ámbar. Son resistentes al frío, maduran muy bien y pueden producir dos cosechas.
Mención aparte merece la cooperativa californiana «‘Valley Fig Growers’», de Fresno, el mayor distribuidor y procesador de higos secos del país, que ha alcanzado altos precios de mercado debido a la excepcional calidad de sus productos (AgMRC, 2013).

## Nuevas variedades de higueras conseguidas en EE. UU.
En Estados Unidos se han desarrollado durante el siglo XX nuevas variedades de higueras mediante programas de desarrollo específicos de obtención y mejora en varias universidades, tal como la Universidad de Texas A&M, UC Riverside, UC Davis y Universidad Estatal de Luisiana (LSU). También hay nuevas variedades conseguidas en diversos viveros en todo el país.
| Cultivar | N.º de cosechas                                                   | Uso                                                                            | Vigencia del cultivo                                                     |
| --- | ----------------------------------------------------------------- | ------------------------------------------------------------------------------ | ------------------------------------------------------------------------ |
| Higuera „Alma“ obtenida en Universidad de Texas A&M 1975. Tipo Higo Común, (partenocárpico).                                                              | 1, unífera (agosto a septiembre)                                  | Secado de los higos para su venta o transformación y en fresco.                | Variedad predominante, plantada sola o en asociación con otros frutales. |
| Higuera „Conadria“ obtenida en UC Riverside 1956. | 2, bífera (brevas finales de junio, higos de agosto a septiembre) | Cultivo de higos frescos, y secos.                                             | Común, presente en plantaciones de higueras de pasa y en huertas.        |
| Higuera „Deanna“ obtenida en UC Riverside 1956. | 1, unífera (agosto a septiembre)                                  | Cultivo para higos frescos y secos.                                            | Presencia común en las huertas.                                          |
| Higuera „Desert King“ obtentor de origen desconocido en Madera, 1930. Tipo San Pedro.                                                                     | 2, bífera (junio a julio y agosto a septiembre)                   | Cultivo de brevas e higos en fresco.                                           | Común, presente en plantaciones de higueras de pasa y en huertas.        |
| Higuera „DiRedo“ obtenida en UC Riverside 1957. | 2, bífera (junio a julio y agosto a septiembre)                   | Cultivo para seco, y mermeladas.                                               | Presencia común en las huertas.                                          |
| Higuera „Flanders“ obtenida en UC Riverside 1965. | 2, bífera (junio a julio y agosto a septiembre)                   | Muy cultivado para todo uso, mermeladas, higos secos y consumo en fresco.      | Presencia común en las huertas.                                          |
| Higuera „Hardy Chicago“ obtención de "Stark Brothers", Illinois)                                                                                          | 1, unífera (finales de julio a principios de septiembre)          | Jardines particulares para higos frescos, tienen buenas aptitudes para secado. | Presencia común en jardines particulares.                                |
| Higuera „Hunt“ obtenido por E. W. Hunt de Eatonton (Georgia)                                                                                              | 1, unífera (finales de agosto a principios de octubre)            | Autoconsumo de higos frescos.                                                  | Rara, presente en algunas huertas y jardines.                            |
| Higuera „Jurupa“ obtenida en UC Riverside 1965. | 2, bífera (junio a julio y agosto a septiembre)                   | Consumo de higos frescos, secos y mermeladas.                                  | Común, presente en plantaciones de higueras de pasa y en huertas.        |
| Higuera „LSU Champagne“ obtenida en la Universidad Estatal de Luisiana (LSU) 1965-2007.                                                                   | 1, unífera (agosto a septiembre)                                  | Consumo de higos frescos, secos y mermeladas.                                  | Presencia común en las huertas y jardines privados.                      |
| Higuera „LSU Gold“ obtenida en la Universidad Estatal de Luisiana (LSU) 1965.                                                                             | 1, unífera (agosto a septiembre)                                  | Consumo de higos frescos, secos y mermeladas.                                  | Presencia común en las huertas y jardines privados.                      |
| Higuera „LSU Improved Celeste“ obtenida en la Universidad Estatal de Luisiana (LSU) 1965-2007.                                                            | 1, unífera (agosto a septiembre)                                  | Consumo de higos frescos, secos y mermeladas.                                  | Presencia común en las huertas y jardines privados.                      |
| Higuera „LSU O'Rourke“ obtenida en la Universidad Estatal de Luisiana (LSU) 1965-2007.                                                                    | 1, unífera (agosto a septiembre)                                  | Consumo de higos frescos, secos y mermeladas.                                  | Presencia común en las huertas y jardines privados.                      |
| Higuera „LSU Purple“ obtenida en la Universidad Estatal de Luisiana (LSU) 1965-2007.                                                                      | 3, trífera (mayo a diciembre)                                     | Consumo de higos frescos, secos y mermeladas.                                  | Presencia común en las huertas y jardines privados.                      |
| Higuera „LSU Tiger“ obtenida en la Universidad Estatal de Luisiana (LSU) 1965-2007.                                                                       | 1, unífera (mayo a diciembre)                                     | Consumo de higos frescos, secos y mermeladas.                                  | Presencia común en las huertas y jardines privados.                      |
| Higuera „Sequoia“ obtenida en la UC Davis) 1989. | 2, bífera (junio a julio y agosto a septiembre)                   | Consumo de higos frescos, secos y mermeladas.                                  | Presencia común en las huertas.                                          |
| Higuera „Sierra“ obtenida en la UC Davis) 1989-2005. | 2, bífera (junio a julio y agosto a septiembre)                   | Consumo de higos frescos, secos y mermeladas.                                  | Presencia común en las huertas.                                          |
| Higuera „Tena“ UC Riverside 1975. | 2, bífera (junio a julio y agosto a septiembre)                   | Consumo de higos frescos, secos y mermeladas.                                  | Presencia común en las huertas.                                          |
| Higuera „White Texas Everbearing“ obtenida como una variedad de mutación que se encuentra en un huerto de higos 'Celeste' en la zona centro sur de Texas. | 2, bífera (junio a julio, y agosto a septiembre)                  | Consumo de higos frescos, secos y mermeladas.                                  | Presencia común en las huertas.                                          |